# Fučkovci
Fučkovci so obmejno gručasto naselje v vzhodnem delu Bele krajine v Občini Črnomelj. Nahaja se na zakraseli terasi nad reko Kolpo, ob cesti Griblje - Adlešiči.
Proti zahodu so na vrtačastem svetu polja. Pod vasjo ob Kolpi je slikovit izvir, ki priteka iz jame Fučkovskega zdenca.